# Liste des maires de Saint-Raphaël (Var)
Cet article dresse une liste par ordre de mandat des maires de la commune française de Saint-Raphaël, située dans le département du Var en région Provence-Alpes-Côte d'Azur.

## Liste des maires

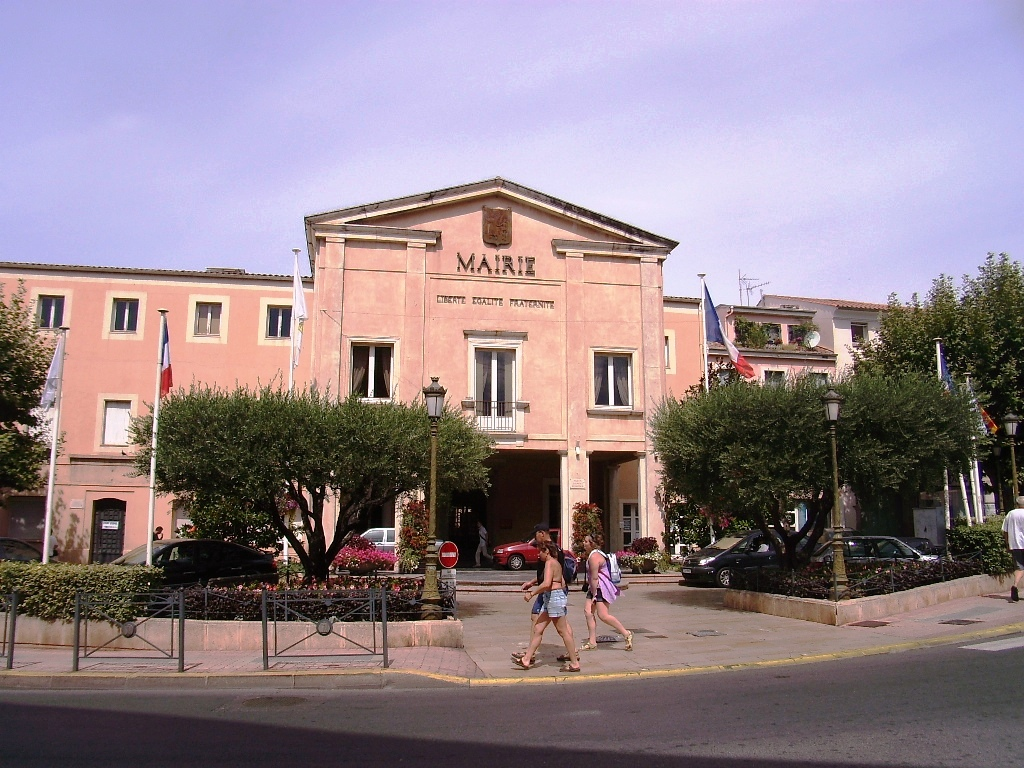
L'hôtel de ville de Saint-Raphaël.

### Sous l'Ancien Régime
| Période | Période | Identité            | Étiquette | Qualité    |
| ------- | ------- | ------------------- | --------- | ---------- |
| 1759    | 1760    | Pierre Doze         |           | 1er consul |
| 1760    | 1761    | Pierre Coullet      |           | 1er consul |
| 1761    | 1762    | Raphaël Roubie      |           | 1er consul |
| 1762    | 1763    | Joseph Caïs         |           | 1er consul |
| 1763    | 1764    | Pierre Roubie       |           | 1er consul |
| 1764    | 1765    | Raphaël Caïs        |           | 1er consul |
| 1764    | 1766    | Raphaël Simon       |           |            |
| 1766    | 1767    | Joseph Caïs         |           |            |
| 1767    | 1768    | Barthélémy Gibert   |           | 1er consul |
| 1768    | 1769    | Jean-Baptiste Villy |           | 1er consul |
| 1769    | 1770    | Pierre Coullet      |           | 1er consul |
| 1770    | 1771    | Joseph Doze         |           | 1er consul |
| 1771    | 1772    | Pierre Gibert       |           | 1er consul |
| 1772    | 1774    | Jean-Benoît Peron   |           | 1er consul |
| 1774    | 1775    | Pierre Gibert       |           | 1er consul |
| 1775    | 1776    | Jacques Roubie      |           | 1er consul |
| 1776    | 1777    | Pierre Coullet      |           | 1er consul |
| 1777    | 1778    | Joseph Jourdan      |           | 1er consul |
| 1778    | 1779    | Jean Peron          |           | 1er consul |
| 1779    | 1780    | Pierre Coullet      |           | 1er consul |
| 1780    | 1780    | Jean-Baptiste Villy |           |            |
| 1780    | 1781    | Pierre Doze         |           | 1er consul |
| 1781    | 1782    | Joseph Jourdan      |           | 1er consul |
| 1782    | 1783    | Jacques Fouques     |           | 1er consul |
| 1783    | 1784    | Pierre Coullet      |           | 1er consul |
| 1784    | 1785    | Jean Honoré         |           | 1er consul |
| 1785    | 1786    | Joseph Destelle     |           | 1er consul |
| 1786    | 1787    | Antoine Bernard     |           | 1er consul |
| 1787    | 1788    | Jean Fouques        |           | 1er consul |
| 1788    | 1789    | Louis Caïs          |           | 1er consul |
| 1789    | 1790    | Jean-Baptiste Villy |           | 1er consul |

### De 1790 à 1944
| Période                                  | Période                     | Identité                       | Étiquette | Qualité                                        |
| ---------------------------------------- | --------------------------- | ------------------------------ | --------- | ---------------------------------------------- |
| 1790                                     | 1790                        | Michel-Gabriel-François Bléond |           | Bourgeois                                      |
| 1790                                     | 1790                        | Joseph-Louis Jourdan           |           | Négociant                                      |
| 1790                                     | 1791                        | Jean Sieyès                    |           | Propriétaire                                   |
| 1791                                     | 1792                        | Pierre Coullet                 |           | Cultivateur                                    |
| 1792                                     | 16 décembre 1792            | Pierre-Marie Doze              |           | Propriétaire                                   |
| Les données manquantes sont à compléter. |                             |                                |           |                                                |
| 1794                                     | 1795                        | M. Roux                        |           |                                                |
| 1795                                     | 1799                        | Pierre-Marie Doze              |           |                                                |
| 1800                                     | 1802                        | Jean-Baptiste Villy            |           | Propriétaire                                   |
| 1802                                     | 1803                        | Albant Jourdan                 |           |                                                |
| 1803                                     | 1808                        | Louis-Michel Caïs              |           | Propriétaire                                   |
| 1808                                     | 1814                        | Pierre-Joseph Caïs             |           | Négociant                                      |
| 1814                                     | 1815                        | Melchior-Émilien Giraud d'Agay |           | Propriétaire                                   |
| 1815                                     | 1816                        | Pierre-Joseph Caïs             |           |                                                |
| 1816                                     | 1831                        | Melchior-Émilien Giraud d'Agay |           | Propriétaire                                   |
| 1831                                     | 1831                        | Joseph-Michel Augier           |           | Négociant                                      |
| 1831                                     | 1834                        | Jean-Baptiste Doze             |           |                                                |
| Les données manquantes sont à compléter. |                             |                                |           |                                                |
| 1835                                     | 1837                        | Jacques Courbon                |           | Négociant                                      |
| 1837                                     | 1846                        | Pierre-Honoré-Michel Caïs      |           | Propriétaire                                   |
| 1846                                     | avril 1850                  | Pierre-Joseph Coullet          |           | Propriétaire                                   |
| avril 1850                               | 1851                        | M. Porre                       |           |                                                |
| 1851                                     | 1851                        | Joseph Brun                    |           | Propriétaire                                   |
| 1851                                     | 1852                        | François Honnoré               |           | Négociant                                      |
| 1852                                     | 1855                        | Dominique Honnoré              |           |                                                |
| 1855                                     | 1859                        | François Honnoré               |           | Négociant                                      |
| 1859                                     | 1860                        | Pierre-Honoré-Michel Caïs      |           | Propriétaire                                   |
| 1860                                     | 1871                        | Honoré-François-Régulus George |           | Négociant                                      |
| 1871                                     | 1871                        | M. Lemort                      |           |                                                |
| 1871                                     | 1873                        | Charles Hennequin              |           | Rentier                                        |
| 1873                                     | 1874                        | Michel Pujade                  |           | Bouchonnier                                    |
| 1874                                     | 1874                        | Simon-Vincent Clérian          |           | Instituteur                                    |
| 1874                                     | 1876                        | Honoré-François-Régulus George |           | Négociant                                      |
| 1876                                     | 1876                        | Michel Pujade                  |           | Bouchonnier                                    |
| 1876                                     | 1878                        | Paulin Girieud                 |           | Architecte                                     |
| 1878                                     | 1878                        | Charles Hatrel                 |           | Rentier                                        |
| 2 juin 1878                              | 5 juin 1895                 | Félix Martin                   |           | Ingénieur en chef des ponts et chaussées       |
| 5 juin 1895                              | 5 décembre 1895 (démission) | Barthélémy Bœuf                |           | Ingénieur civil                                |
| 5 décembre 1895                          | 5 juillet 1914 (démission)  | Léon Basso                     |           | Boulanger                                      |
| 5 juillet 1914                           | 15 mars 1921 (démission)    | Georges Berger                 |           | Chevalier de la Légion d'honneur               |
| 15 mars 1921                             | 11 octobre 1925             | Marius Allongue                |           |                                                |
| 11 octobre 1925                          | 1929                        | Dominique Santamaria           |           |                                                |
| 1929                                     | 15 juin 1933 (démission)    | Maurice Verstaete              |           |                                                |
| 16 juin 1933                             | 1935                        | André Bruère                   |           |                                                |
| 1935                                     | 1940                        | Albert Fournier                | SFIO      | Avocat Ancien député de la Seine (1926 → 1928) |
| 1940                                     | 1941                        | André Bruere                   |           |                                                |
| 1941                                     | 1944                        | Daniel Lafon                   |           |                                                |

### Depuis 1944
| Période           | Période                     | Identité            | Étiquette            | Qualité |
| ----------------- | --------------------------- | ------------------- | -------------------- | --- |
| 1944              | 1945                        | René Coeylas        | DVG                  | Journaliste Président de la délégation municipale |
| 1945              | 1947                        | Albert Fournier     | DVG                  | Avocat |
| 1947              | 1961 (décès)                | Léon Isnard         |                      | |
| 1961              | mars 1965                   | René-Georges Laurin | UNR                  | Commissaire-priseur Député de la 2e circonscription du Var (1958 → 1967) |
| mars 1965         | 21 mars 1971                | Georges Reynal      |                      | |
| 21 mars 1971      | 1975 (démission)            | Henri Giraud        | DVG                  | Médecin Conseiller général du canton de Fréjus (1967 → 1973) |
| 15 février 1975   | 25 novembre 1975 (décès)    | Francis Trivière    | app. MRG             | Instituteur |
| 30 janvier 1976   | 20 mars 1977                | Guy Gomez           |                      | |
| 25 mars 1977      | 5 novembre 1992 (démission) | René-Georges Laurin | RPR                  | Commissaire-priseur Sénateur du Var (1986 → 2004) Conseiller régional de Provence-Alpes-Côte d'Azur (1986 → 1998) Conseiller général du canton de Saint-Raphaël (1973 → 1989 puis 1992 → 1998) |
| 5 novembre 1992   | 19 juin 1995                | Charles Omédé       | RPR                  | Promoteur immobilier |
| 19 juin 1995      | 29 septembre 2017           | Georges Ginesta     | RPR puis UMP puis LR | Ingénieur ETP, agent d'assurance Sénateur du Var (2017 → 2020) Député de la 5e circonscription du Var (2002 → 2017) Conseiller général du canton de Saint-Raphaël (1998 → 2004) Vice-président du conseil général du Var (1998 → 2002) 1er vice-président de la CA de Fréjus Saint-Raphaël (2002 → 2008) Président de la CA de Fréjus Saint-Raphaël [Quand ?] Président de la CA Var Estérel Méditerranée (2013 → 2017) |
| 29 septembre 2017 | En cours                    | Frédéric Masquelier | LR                   | Avocat Président de la CA Var Estérel Méditerranée, (2017 → ) |

### Élection municipale de 2020 - Conseil municipal actuel
|                                          | Frédéric Masquelier | LR             | 6 453  | 57,14  | 32 | 13 |  |  |
| Ensemble, aujourd'hui et pour demain     |                     |                | 6 453  | 57,14  | 32 | 13 |  |  |
|                                          | Christopher Pécoul  | RN             | 1 428  | 12,64  | 2  | 1  |  |  |
| Un nouveau cap pour Saint-Raphaël        |                     |                | 1 428  | 12,64  | 2  | 1  |  |  |
|                                          | Pierre Cordina      | DVD            | 1 392  | 12,32  | 2  | 1  |  |  |
| Pour Saint-Raphaël avec vous             |                     |                | 1 392  | 12,32  | 2  | 1  |  |  |
|                                          | Catherine Thiel     | LVEC           | 1 006  | 8,90   | 2  | 0  |  |  |
| Ma Ville Ma Planète                      |                     |                | 1 006  | 8,90   | 2  | 0  |  |  |
|                                          | Sandrine Hacquard   | LREM           | 766    | 6,78   | 1  | 0  |  |  |
| Votre St Raph                            |                     |                | 766    | 6,78   | 1  | 0  |  |  |
|                                          | Fabien Hurel        | DLF            | 248    | 2,19   | 0  | 0  |  |  |
| Debout la France Enfin une nouvelle voix |                     |                | 248    | 2,19   | 0  | 0  |  |  |
|                                          |                     |                |        |        |    |    |  |  |
| Inscrits                                 | Inscrits            | Inscrits       | 30 830 | 100,00 |    |    |  |  |
| Abstentions                              | Abstentions         | Abstentions    | 19 220 | 62,34  |    |    |  |  |
| Votants                                  | Votants             | Votants        | 11 610 | 37,66  |    |    |  |  |
| Blancs et nuls                           | Blancs et nuls      | Blancs et nuls | 317    | 2,73   |    |    |  |  |
| Exprimés                                 | Exprimés            | Exprimés       | 11 293 | 36,63  |    |    |  |  |

### Élection municipale de 2014
|                           | Georges Ginesta *   | UMP            | 9 843  | 55,97  | 31 | 14 |  |  |
| Gardons le cap            |                     |                | 9 843  | 55,97  | 31 | 14 |  |  |
|                           | Nicolas Melnikowicz | FN             | 4 470  | 25,41  | 5  | 2  |  |  |
| Saint-Raphaël bleu Marine |                     |                | 4 470  | 25,41  | 5  | 2  |  |  |
|                           | Jean-Pierre Meynet  | PS             | 1 887  | 10,73  | 2  | 1  |  |  |
| Ensemble vers l'avenir    |                     |                | 1 887  | 10,73  | 2  | 1  |  |  |
|                           | Alain Revillon      | DVD            | 1 386  | 7,88   | 1  |    |  |  |
| Génération Saint-Raph     |                     |                | 1 386  | 7,88   | 1  |    |  |  |
|                           |                     |                |        |        |    |    |  |  |
| Inscrits                  | Inscrits            | Inscrits       | 30 028 | 100,00 |    |    |  |  |
| Abstentions               | Abstentions         | Abstentions    | 11 853 | 39,47  |    |    |  |  |
| Votants                   | Votants             | Votants        | 18 175 | 60,53  |    |    |  |  |
| Blancs et nuls            | Blancs et nuls      | Blancs et nuls | 589    | 3,24   |    |    |  |  |
| Exprimés                  | Exprimés            | Exprimés       | 17 586 | 96,76  |    |    |  |  |
| * Liste du maire sortant  |                     |                |        |        |    |    |  |  |

### Élection municipale de 2008
|                          | Georges Ginesta *      | UMP            | 10 296 | 62,85  | 33 |  |  |  |
| Unis et solidaires       |                        |                | 10 296 | 62,85  | 33 |  |  |  |
|                          | Colette Pitol-Laugier  | PS             | 3 158  | 19,28  | 4  |  |  |  |
| Pour tous, avec chacun   |                        |                | 3 158  | 19,28  | 4  |  |  |  |
|                          | Jean-Claude Fromenteau | MoDem          | 2 122  | 12,95  | 2  |  |  |  |
| Saint-Raphaël autrement  |                        |                | 2 122  | 12,95  | 2  |  |  |  |
|                          | Gérard Oheix           | DVD            | 805    | 4,91   |    |  |  |  |
| Entente nationale        |                        |                | 805    | 4,91   |    |  |  |  |
|                          |                        |                |        |        |    |  |  |  |
| Inscrits                 | Inscrits               | Inscrits       | 28 931 | 100,00 |    |  |  |  |
| Abstentions              | Abstentions            | Abstentions    | 11 978 | 41,40  |    |  |  |  |
| Votants                  | Votants                | Votants        | 16 953 | 58,60  |    |  |  |  |
| Blancs et nuls           | Blancs et nuls         | Blancs et nuls | 572    | 3,37   |    |  |  |  |
| Exprimés                 | Exprimés               | Exprimés       | 16 381 | 96,62  |    |  |  |  |
| * Liste du maire sortant |                        |                |        |        |    |  |  |  |

### Élection municipale de 2001
Georges Ginesta est réélu maire au second tour avec 8 124 voix et 57,10%.